# Departamentul Santander
Santander este un departament al Columbiei. Este situat în partea central-nordică a țării, învecinându-se cu râul Magdalena la est, departamentul Boyacá la sud și sud-est, departamentul Norte de Santander la nord-est, departamentul Cesar la nord și departamentele Bolívar și Antioquia la vest. Capitala sa este orașul Bucaramanga.